# Катастрофа Ан-2 под Семипалатинском
В субботу 10 декабря 1960 года в районе Семипалатинска потерпел катастрофу Ан-2 компании Аэрофлот, в результате чего погибли 12 человек.

## Катастрофа
Ан-2 с бортовым номером СССР-33181 Казахского территориального управления гражданского воздушного флота и под управлением экипажа во главе с командиром (КВС) В. А. Ивановым выполнял регулярный пассажирский рейс из Семипалатинска в Абай. Всего на борту находились 2 члена экипажа и 10 пассажиров.
Вскоре после вылета экипаж попал в сложные метеоусловия и принял решение возвращаться. В это время в салоне нескольких пассажиров. вероятно, укачало возникшей болтанкой и они без разрешения пилотов побежали в туалет, расположенный в хвостовой части. Такое перемещение веса привело к смещению центровки до 40—42 % при допустимой 33 %, из-за чего Ан-2 потерял продольную управляемость и перешёл в сваливание. Экипаж попытался выровнять авиалайнер с помощью рулей высоты, но в возникшей ситуации они оказались недостаточно эффективны, а малая высота полёта не позволила исправить ситуацию перемещением пассажиров обратно на свои места и вывести самолёт из сваливания. Ан-2 врезался в землю неподалёку от Семипалатинска и полностью разрушился. Все 12 человек на борту погибли.